# Saison 2011 des Orioles de Baltimore
La saison 2011 des Orioles de Baltimore est la 111e saison en ligue majeure pour cette franchise.
Avec 69 victoires et 93 défaites, les Orioles terminent derniers dans leur division pour la quatrième année de suite.

## Intersaison

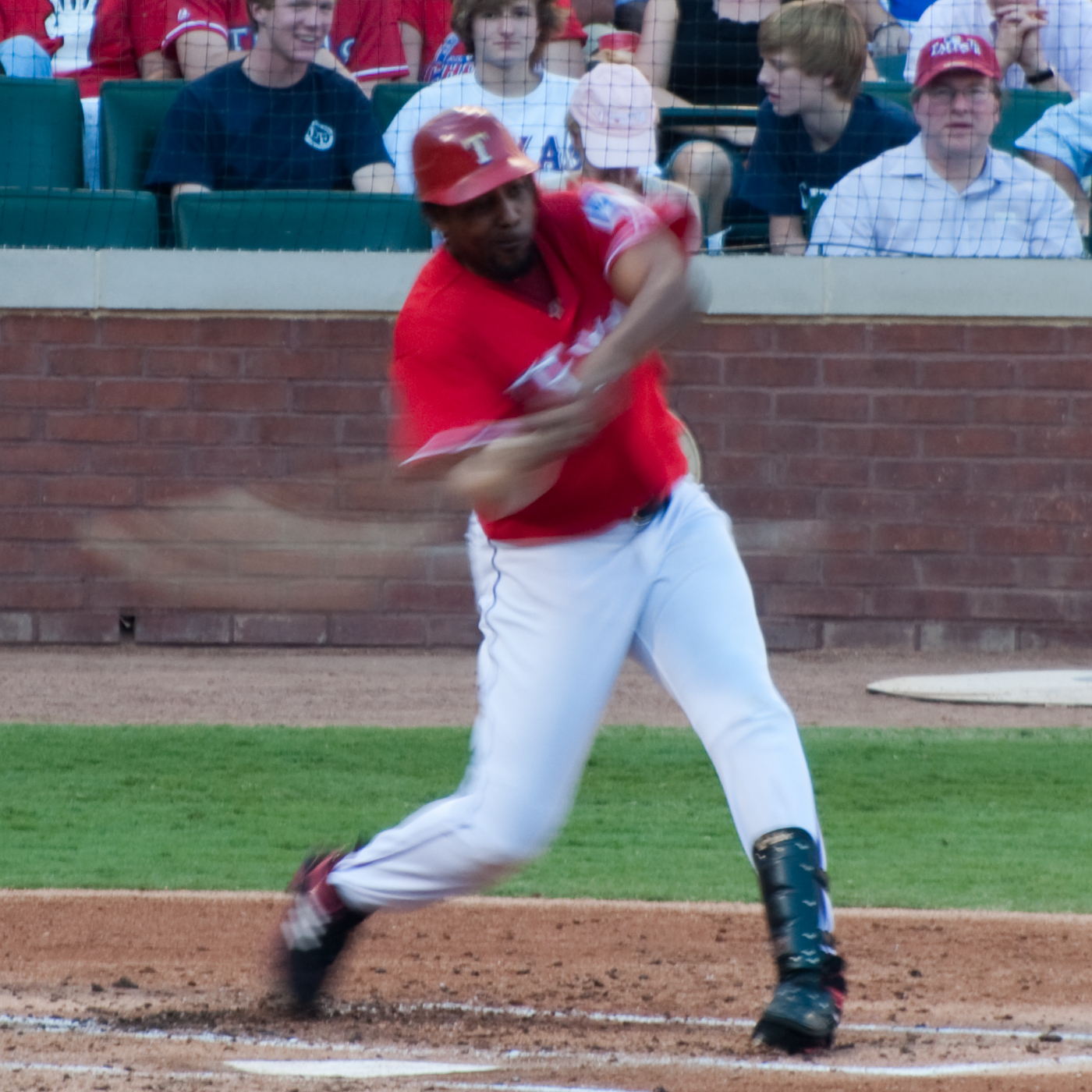
Vladimir Guerrero rejoint les Orioles.

### Arrivées
Le 6 décembre 2010, le joueur de troisième but Mark Reynolds rejoint les Orioles en retour des lanceurs de relève David Hernandez et Kam Mickolio chez les Diamondbacks de l'Arizona.
Le joueur d'arrêt-court J. J. Hardy arrive à Baltimore le 9 décembre. Il est inclus dans un échange impliquant plusieurs joueurs et rejoint les Orioles en compagnie du joueur polyvalent de champ intérieur Brendan Harris en retour des lanceurs Brett Jacobson et Jim Hoey aux Twins du Minnesota.
Agent libre, le joueur de premier but vétéran Derrek Lee signe chez les Orioles le 6 janvier 2011. En un mois, les trois-quarts du champ intérieur de Baltimore sont modifiés.
Chez les lanceurs, Baltimore recrute l'agent libre Jeremy Accardo (ex-Blue Jays de Toronto). Il s'engage pour un an. La filière des agents libres est ensuite également utilisé pour  Kevin Gregg, Justin Duchscherer.
Le 18 février, le club annonce la signature du frappeur Vladimir Guerrero.

### Départs
Ty Wigginton devient agent libre. David Hernandez et Kam Mickolio sont échangés.

### Prolongations de contrats
L'arrêt-court César Izturis et le lanceur Koji Uehara prolongent leurs contrats chez les Orioles.

### Grapefruit League
32 rencontres de préparation sont programmées du 28 février au 29 mars à l'occasion de cet entraînement de printemps 2011 des Orioles.
Avec 15 victoires et 15 défaites, les Orioles terminent quatorzièmes de la Grapefruit League et enregistrent la neuvième meilleure performance des clubs de la Ligue américaine.

## Saison régulière

### Classement
| Ligue américaine (Division Est) | V  | D  | %    | GB |
| ------------------------------- | -- | -- | ---- | -- |
| Yankees de New York             | 97 | 65 | .599 | -  |
| Rays de Tampa Bay               | 91 | 71 | .562 | 6  |
| Red Sox de Boston               | 90 | 72 | .556 | 7  |
| Blue Jays de Toronto            | 81 | 81 | .500 | 16 |
| Orioles de Baltimore            | 69 | 93 | .426 | 28 |

### Résultats
| Légende              | Légende             | Légende       |
| victoire des Orioles | défaite des Orioles | match reporté |
| -------------------- | ------------------- | ------------- |

#### Mai
| #  | Date    | Adversaire  | Score | Victoire      | Défaite       | Sauvetage  | Affluence | Bilan |
| -- | ------- | ----------- | ----- | ------------- | ------------- | ---------- | --------- | ----- |
| 26 | 1er mai | @ White Sox | 6 - 4 | Britton (5-1) | Floyd (3-2)   | Gregg (5)  | 22 029    | 13-13 |
| 27 | 2 mai   | @ White Sox | 2 - 6 | Buehrle (2-3) | Guthrie (1-4) | Santos (3) | 18 007    | 13-14 |
| 28 | 3 mai   | @ Royals    |       |               |               |            |           |       |
| 29 | 4 mai   | @ Royals    |       |               |               |            |           |       |
| 30 | 5 mai   | @ Royals    |       |               |               |            |           |       |
| 31 | 6 mai   | Rays        |       |               |               |            |           |       |
| 32 | 7 mai   | Rays        |       |               |               |            |           |       |
| 33 | 8 mai   | Rays        |       |               |               |            |           |       |
| 34 | 10 mai  | Mariners    |       |               |               |            |           |       |
| 35 | 11 mai  | Mariners    |       |               |               |            |           |       |
| 36 | 12 mai  | Mariners    |       |               |               |            |           |       |
| 37 | 13 mai  | @ Rays      |       |               |               |            |           |       |
| 38 | 14 mai  | @ Rays      |       |               |               |            |           |       |
| 39 | 15 mai  | @ Rays      |       |               |               |            |           |       |
| 40 | 16 mai  | @ Red Sox   |       |               |               |            |           |       |
| 41 | 17 mai  | @ Red Sox   |       |               |               |            |           |       |
| 42 | 18 mai  | Yankees     |       |               |               |            |           |       |
| 43 | 19 mai  | Yankees     |       |               |               |            |           |       |
| 44 | 20 mai  | Nationals   |       |               |               |            |           |       |
| 45 | 21 mai  | Nationals   |       |               |               |            |           |       |
| 46 | 22 mai  | Nationals   |       |               |               |            |           |       |
| 47 | 24 mai  | Royals      |       |               |               |            |           |       |
| 48 | 25 mai  | Royals      |       |               |               |            |           |       |
| 49 | 26 mai  | Royals      |       |               |               |            |           |       |
| 50 | 27 mai  | @ Athletics |       |               |               |            |           |       |
| 51 | 28 mai  | @ Athletics |       |               |               |            |           |       |
| 52 | 29 mai  | @ Athletics |       |               |               |            |           |       |
| 53 | 30 mai  | @ Mariners  |       |               |               |            |           |       |
| 54 | 31 mai  | @ Mariners  |       |               |               |            |           |       |

## Draft
La Draft MLB 2011  se tient du 6 au 8 juin 2011 à Secaucus (New Jersey). Les Orioles ont le quatrième choix.

## Affiliations en ligues mineures
| Niveau         | Equipe              | Ligue                   | Manager         | Vic. | Déf. | Classement |
| -------------- | ------------------- | ----------------------- | --------------- | ---- | ---- | ---------- |
| AAA            | Norfolk Tides       | International League    | Gary Allenson   |      |      |            |
| AA             | Bowie Baysox        | Eastern League          | Gary Kendall    |      |      |            |
| Advanced A     | Frederick Keys      | Carolina League         | Orlando Gómez   |      |      |            |
| A              | Delmarva Shorebirds | South Atlantic League   | Ryan Minor      |      |      |            |
| Short Season A | Aberdeen IronBirds  | New York-Penn League    | poste vacant    |      |      |            |
| Rookie         | GCL Orioles         | Gulf Coast League       | Ramón Sambo     |      |      |            |
| Rookie         | DSL Orioles 1       | Dominican Summer League | Miguel Jabalera |      |      |            |
| Rookie         | DSL Orioles 2       | Dominican Summer League | Elvis Morel     |      |      |            |